# ポール・テスト
ポール・マルセル・テスト（フランス語: Paul Marcel Teste, 1892年10月2日 - 1925年6月13日）は、フランスの海軍軍人・飛行機操縦者である。フランス海軍初の航空母艦「ベアルン」への離着艦に初めて成功したことで知られる。

## 生涯
テストはロリアンの海軍軍人の家系に生まれ、1909年に17歳で海軍士官学校に入学した。1911年に士官候補生(Élève-officier)となり、1912年に少尉(Enseigne de vaisseau 2e classe)に昇進した。
テストは1917年に海軍航空隊に配属された。同年5月26日にドイツ軍機に撃墜され、カールスルーエで捕虜になった。 一度脱走に失敗した後、1918年1月に何とかしてフランスに戻ることができた。

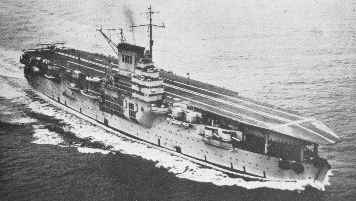
フランスの空母「ベアルン」

第一次世界大戦終結後、テストは、航空母艦を基地とする空軍、飛行隊(Aviation d'Escadre)を設立する試みを率いるよう命じられた。
1923年に少佐(captaine de corvette)に昇進し、フランス初の航空母艦の設計に関わった。1924年、テストは訓練用飛行艇FBA 17でフランス全土を飛び、飛行艇の遭難時の緊急着陸地点として利用可能な場所の地図を作成した。

1925年6月13日、テストはアミオ 120で大西洋を横断する訓練飛行中、ヴィラクブレーで事故死した。死後、中佐(Capitaine de Frégate)に特進し、レジオンドヌール勲章コマンドゥールが贈られた。

## 栄誉
- 1929年に進水した水上機母艦「コマンダン・テスト」は彼の名に因んで命名された。
- レジオンドヌール勲章
- クロワ・ド・ゲール勲章（英語版） - 殊勲者公式報告書に氏名が掲載される